# SH3GL2
SH3GL2‏ (SH3 domain containing GRB2 like 2, endophilin A1) هوَ بروتين يُشَفر بواسطة جين SH3GL2 في الإنسان.